# Binäre Option
Eine binäre Option (auch: digitale Option) ist ein Finanzderivat, das von Optionen abgeleitet ist, zu den exotischen Optionen zählt und zur Kategorie der Termingeschäfte gehört.
Bei binären Optionen können nur zwei Szenarien eintreten: Tritt ein zuvor definiertes Ereignis ein, erhält der Käufer einen festgelegten Betrag, andernfalls verfällt die Option wertlos. Als Basiswerte kommen – wie bei klassischen Optionsscheinen auch – Indizes, Aktien, Währungspaare oder auch Rohstoffe in Frage. Es kann dann auf fallende oder steigende Kurse spekuliert werden.
Ebenso wie bei klassischen Optionsscheinen existieren binäre Kaufs- und Verkaufsoptionen in amerikanischer und europäischer Variante.
Die Cash-or-Nothing-Option schüttet am Laufzeitende einen vorher festgelegten Betrag aus, wohingegen die Asset-or-Nothing-Option den Preis des Basiswertes auszahlt oder diesen selbst andient. Im Gegensatz zu amerikanischen Optionen hat der Trader also keine Möglichkeit, die Option während der Laufzeit auszuüben.

## Varianten
| Ereignis  | Optionsart | Bedingung/Ereignis                                                           | Erwartung für den Basiswert                |
| --------- | ---------- | ---------------------------------------------------------------------------- | ------------------------------------------ |
| Knock-In  | Call       | Der Basiswert muss auf oder über der Schwelle notieren: X ≥ Tin              | (deutlich) steigende Kurse                 |
| Knock-In  | Put        | Der Basiswert muss auf oder unter der Schwelle notieren: X ≤ Tin             | (deutlich) fallende Kurse                  |
| Knock-Out | Call       | Der Basiswert darf die Schwelle nicht berühren oder unterschreiten: X > Tout | steigende oder seitwärts tendierende Kurse |
| Knock-Out | Put        | Der Basiswert darf die Schwelle nicht berühren oder überschreiten: X < Tout  | fallende oder seitwärts tendierende Kurse  |
| Knock-Out | Range      | Der Basiswert muss innerhalb der Schwellen notieren: TCall < X < TPut        | seitwärts tendierende Kurse                |

Hierbei steht
- X für den Kurs des Basiswertes und
- T für die Schwelle der binären Option.

Für amerikanische Optionen gilt, dass das Ereignis während der Laufzeit eintreten muss; bei europäischen Optionen muss das Ereignis am Laufzeitende eintreten (siehe Option (Wirtschaft)#Ausübungsarten).

## Bewertung nach Black-Scholes-Modell
Zusammenhang zu den klassischen Optionsscheinen
Da eine binäre, europäische Knock-In-Call- oder Put-Option ausgezahlt wird, wenn sie während bzw. am Ende der Laufzeit im Geld notiert, entspricht ihr normierter Preis – d. h. der Preis für eine Auszahlungseinheit – der Wahrscheinlichkeit für dieses Ereignis. Somit verhält sich ihr Preis genauso wie das Delta eines klassischen Optionsscheins.
Der Wert kann so nach Black-Scholes-Modell als erste Ableitung des Optionspreises nach dem Basispreis interpretiert und berechnet werden:
{\displaystyle {\begin{aligned}{\frac {\partial }{\partial K}}C(S,t)&={\frac {\partial }{\partial S}}\Phi (d_{1})S-\Phi (d_{2})Ke^{-rt}\\C_{\text{binär}}&=e^{-rt}\Phi (d_{2})\end{aligned}}}
bzw. für Verkaufsoptionen
{\displaystyle P_{\text{binär}}=e^{-rt}\Phi (-d_{2})}
dabei ist
- Φ(·) die Verteilungsfunktion der Standard-Normalverteilung,
- K der Basispreis der Option,
- r der risikofreie Zins und
- t die Laufzeit der Option.

## Handel mit binären Optionen
Binäre Optionen wurden lange Zeit außerbörslich gehandelt, also direkt vom Aussteller an den Käufer vergeben. Für diese Form exotischer Optionen gab es keinen liquiden Markt für den Handel. Typischerweise kann eine solche Option während der Laufzeit nicht liquidiert werden, es sei denn, der Broker bzw. die Plattform erlaubt solch ein Vorgehen. Da der unregulierte Handel mit binären Optionen ein großes Potential an Manipulation bezüglich des Fairplay beherbergt, werden in regelmäßigen Abständen Warnungen vor dem Handel auf unregulierten Plattformen herausgegeben.
2007 hatte die US-amerikanische Options Clearing Corporation vorgeschlagen, diese Optionen zu erlauben. Die Securities and Exchange Commission hat daraufhin Cash-Or-Nothing Binäroptionen im Jahr 2008 erlaubt. Seit Mai 2008 bietet der American Stock Exchange (Amex) Europäische cash-or-nothing Binäroptionen an. Auch am Chicago Board Options Exchange (CBOE) werden sie seit Juni 2008 gehandelt. Die Standardisierung von binären Optionen bildet die Basis für den Handel an der amerikanischen Börse mit laufender Quotierung des Preises.
Binäre Optionen werden auch im außerbörslichen OTC-Handel angeboten. Seit 2012 wird der Handel mit binären Optionen auf Zypern (wo sich sehr viele dieser Handelsplattformen befinden) durch die Cyprus Securities and Exchange Commission (CySEC) reguliert. 2013 zog auch Malta nach, wo binäre Optionen bisher von der Glücksspielbehörde verwaltet wurden. Die beiden Länder sind damit die ersten, die binäre Optionen als Finanzinstrumente im Sinne der EU-Richtlinie MiFiD gesetzlich regeln. Die Regulierungen beim Handel mit binären Optionen sollen Fairplay garantieren. Auf unregulierten Plattformen werden die Transaktionen nicht, oder nicht notwendigerweise überwacht und das vom Kunden investierte Geld wird nicht auf einem Treuhandkonto hinterlegt. CySEC warnt daher in periodischen Abständen vor dem Handel mit binären Optionen auf unregulierten Plattformen.
In Deutschland ist der Vertrieb und der Handel mit binären Optionen für Kleinanleger verboten.

## Kritik
Da der Markt für binäre Optionen eine Vielzahl von hoch risikobereiten Personen anzieht, die glauben, dort in kurzer Zeit hohe Gewinne realisieren zu können, bewegen sich hier überproportional viele im Graubereich operierende oder sogar betrügerische Händler. Es stellt sich als schwierig heraus, die Seriosität von Brokern in diesem Bereich zu erkennen. Indikatoren für unseriöse Anbieter können z. B. sein: Ein Broker ist nicht börsenzugelassen oder eine Handelsplattform unterliegt nicht der EU-Regulierung oder der Regulierung der Bundesanstalt für Finanzdienstleistungsaufsicht (BaFin). Die Kritiker weisen darauf hin, dass binäre Optionen oft sehr komplex konstruiert und daher für nichtprofessionelle Anleger intransparent sind. Darüber hinaus seien die Allgemeinen Geschäftsbedingungen der Händler häufig unklar formuliert und enthielten verklausulierte Risiken. Binäre Optionen werden mit übertriebenen Gewinnchancen beworben, die Verlustrisiken werden nur untergeordnet erwähnt. Häufig wird suggeriert, dass das Handeln mit binären Optionen sehr einfach sei. Tatsächlich sind aber große Erfahrung und die Wahl der richtigen Strategie extrem wichtig. Binäre Optionen werden mit Wetten verglichen, bei denen langfristig nur Verluste zu erwarten sind. Der einzige sichere „Gewinn“ liegt auf der Seite des Händlers, der in jedem Fall, also unabhängig davon, ob der Investor gewinnt oder verliert, Gebühren und ggf. Prämien einnimmt.
Als Reaktion auf die Kritik wurden zwischenzeitlich Aufsichtsbehörden und Gerichte tätig, so etwa im Fall der Banc De Binary, einer der außerbörslichen Anbieter dieser Produkte mit Sitz in Zypern. In den USA lief seit 2013 ein Verfahren gegen diese sowie weitere Banken, in dem untersucht wurde, ob die Banken gegen die Vorschriften auf dem amerikanischen Finanzmarkt verstoßen. Es wurde unter anderem der Vorwurf untersucht, dass die Banc De Binary keine Daten über Vermögensverhältnisse und Erfahrung der Trader sammelt, um auf deren Grundlage eine fundierte Risikoberatung durchzuführen. 2016 erging das Urteil, in dem die Banken zur Zahlung von Schadenersatz an die Anleger in Höhe von 7,1 Millionen US$ sowie zu einer Geldstrafe von 2 Millionen US$ verurteilt wurden.
Wegen der genannten hohen Risiken für Anleger und dem zunehmend grenzüberschreitenden Handel mit diesen Produkten warnt die Europäische Wertpapier- und Marktaufsichtsbehörde (ESMA – European Securities and Markets Authorities) nun auch generell und europaweit vor binären Optionen und ähnlichen Finanzprodukten. In Belgien ist der Handel mit binären Optionen seit 2016 bereits untersagt. Die ESMA kündigte am 27. März an, binäre Optionen in der Europäischen Union zu verbieten. Seit dem 2. Juli 2018 sind somit Vermarktung, Vertrieb und Verkauf binärer Optionen an Privatkunden verboten.
Auch außerhalb der Börsen geraten binäre Optionen immer mehr unter Druck. Das soziale Netzwerk Facebook verbietet seit dem 30. Januar 2018 sämtliche Werbung für binäre Optionen, da es der Plattform nicht möglich sei, zwischen betrügerischen und seriösen Angeboten zu unterscheiden.